# The Flock (jeu vidéo)
Pour les articles homonymes, voir Flock (homonymie).
The Flock est un jeu vidéo de type survival horror développé et édité par Vogelsap, sorti en 2015 sur Windows.
Il a été conçu pour être un jeu éphémère. Il sera désactivé au 215 358 979ème frag.

## Système de jeu
Le joueur doit affronter ses ennemis avec la lumière.

## Accueil
- Canard PC : 4/10[1]
- Destructoid : 4/10[2]